# キティクメオト地域
キティクメオト地域（英語: Kitikmeot、イヌクティトゥット語: ᕿᑎᕐᒥᐅᑦ）は、カナダのヌナブト準州にある地方行政区の1つ。ビクトリア島の南部及び東部、隣接するブーシア半島、さらにキングウィリアム島、プリンスオブウェールズ島の南端部から成る。首府はケンブリッジ・ベイ。
1999年のヌナブト準州成立以前は、一部範囲が異なるがノースウエスト準州キティクメオト地域であった。

## 人口
キティクメオト地域の人口は6,458人（2021年）。ヌナブト準州の国勢調査区分の3地域のうち人口は最も少なく、面積は2番目。民族としては最大がイヌイット（88.3%）、その他先住民族（1.3%）、ファースト・ネーション（0.6%）、メティ（0.7%）となり、先住民族以外の人口は10.3%を占める。

## 交通
ヌナブト準州の西部に位置するキティクメオト地域は、準州東端にある州都イカルイトへ航空機の直行便が無いなど、交通手段が限られている。例えば最も近い集落であるクガアルクからも、1,069kmの距離がある。

## 行政区分
キティクメオト地域のコミュニティーには、5つのハムレットとその他の集落がある。それ以外はキティクメオト未組織地区（Kitikmeot, Unorganized）とされる。
ハムレット
1. ケンブリッジ・ベイ（イカルクトゥーティアック、Cambridge Bay、Iqaluktuuttiaq）
2. グジョア・ヘイヴン（Gjoa Haven）
3. クガアルク（ペリー・ベイ、Kugaaruk、Pelly Bay）
4. クグルクトゥク（コパーマイン、Kugluktuk、Coppermine）
5. タロヨアク（スペンス・ベイ、Taloyoak、Spence Bay）
その他の集落
6. バサースト・インレット（Bathurst Inlet）
7. ウミングマクトク（ベイ・チモ、Umingmaktok、Bay Chimo）
8. キティクメオト未組織地区（Kitikmeot, Unorganized）：2006年の国勢調査で人口21人。